# سیمین‌پهلوی عاج‌دار مرسر
سیمین‌پهلوی عاج‌دار مرسر (نام علمی: Dentatherina merceri) نام یک گونه از راسته گل‌آذین‌ماهی‌سانان است.